# Francisco Casanova (Sänger)
Francisco Chahín Casanova (* 3. Oktober 1957 in Seibo; † 26. September 2019 in Providence, Rhode Island) war ein dominikanischer Opernsänger (Tenor).

## Leben
Casanova hatte als Kind Gesangsunterricht bei seiner Mutter und war dann Schüler Cuto Estévez', des Direktors des städtischen Orchesters von Seibo. Später studierte er am Conservatorio Nacional de Música bei Rafael Sánchez Cestero. 1978 übersiedelte er nach New York. Bis 1991 war er Schüler des italienischen Tenors Pier Miranda Ferraro.
1990 trat er beim internationalen Gesangsfestival Francisco Viña in Barcelona, bei dem er den ersten Preis gewann, erstmals im Fernsehen auf. 1996 vertrat er Luciano Pavarotti beim Konzert Pavarotti Plus in der Avery Fisher Hall, wo er Partien auf La Bohème, Un ballo in maschera, L’amico Fritz, La traviata, Tosca, Lucia di Lammermoor und Il trovatore sang. Im selben Jahr trat er am Stadttheater Klagenfurt in Verdis Requiem auf.
Im Folgejahr debütierte er in Verdis Requiem bei Spoleto Festival, trat in Donizettis Roberto Devereux an der Dresdner Semperoper mit Edita Gruberová auf, sang auf Mallorca die Titelrolle in Verdis Don Carlo und führte mit dem Colorado Symphony Orchestra Rossinis Stabat mater auf.
In den Folgejahren unternahm er Tourneen durch die USA, Italien, Deutschland, Frankreich, Spanien, Jugoslawien und die Dominikanische Republik, sang an der Metropolitan Opera und dem Teatro Comunale di Bologna den Oronte in I Lombardi alla prima crociata, den Alvaro in La forza del destino in Avignon und den Riccardo in Un ballo in maschera in Klagenfurt.
1999 zeichnete ihn das Richard Tauber Institute of Vocal Art mit der Richard Tauber Medal for Vocal Excellence aus. Im selben Jahr debütierte Casanova an der Carnegie Hall, 2000 an der Wiener Staatsoper als Eleazar in Fromental Halévys La Juive.